# 烛光里的微笑
《烛光里的微笑》是1991年底上映的中國大陸電影，由上海电影制片厂推出，陆寿钧等编剧、吴天忍执导。影片講述的是小学女教师王双铃最終生病去世的故事。王双铃的原型是徐汇区汇师小学前校长汪耀鸿。影片获1992年金鸡奖的最佳儿童片。